# Brains-sur-Gée
Brains-sur-Gée település Franciaországban, Sarthe megyében. Lakosainak száma 781 fő (2022. január 1.). Brains-sur-Gée Amné, Souligné-Flacé, Auvers-sous-Montfaucon, Coulans-sur-Gée és Crannes-en-Champagne községekkel határos.

## Népesség
A település népességének változása:
| Lakosok száma | 780  | 805  | 824  | 820  | 827  | 829  | 828  | 804  | 781  |
|               | 2013 | 2015 | 2016 | 2017 | 2018 | 2019 | 2020 | 2021 | 2022 |